# Болгари в Росії

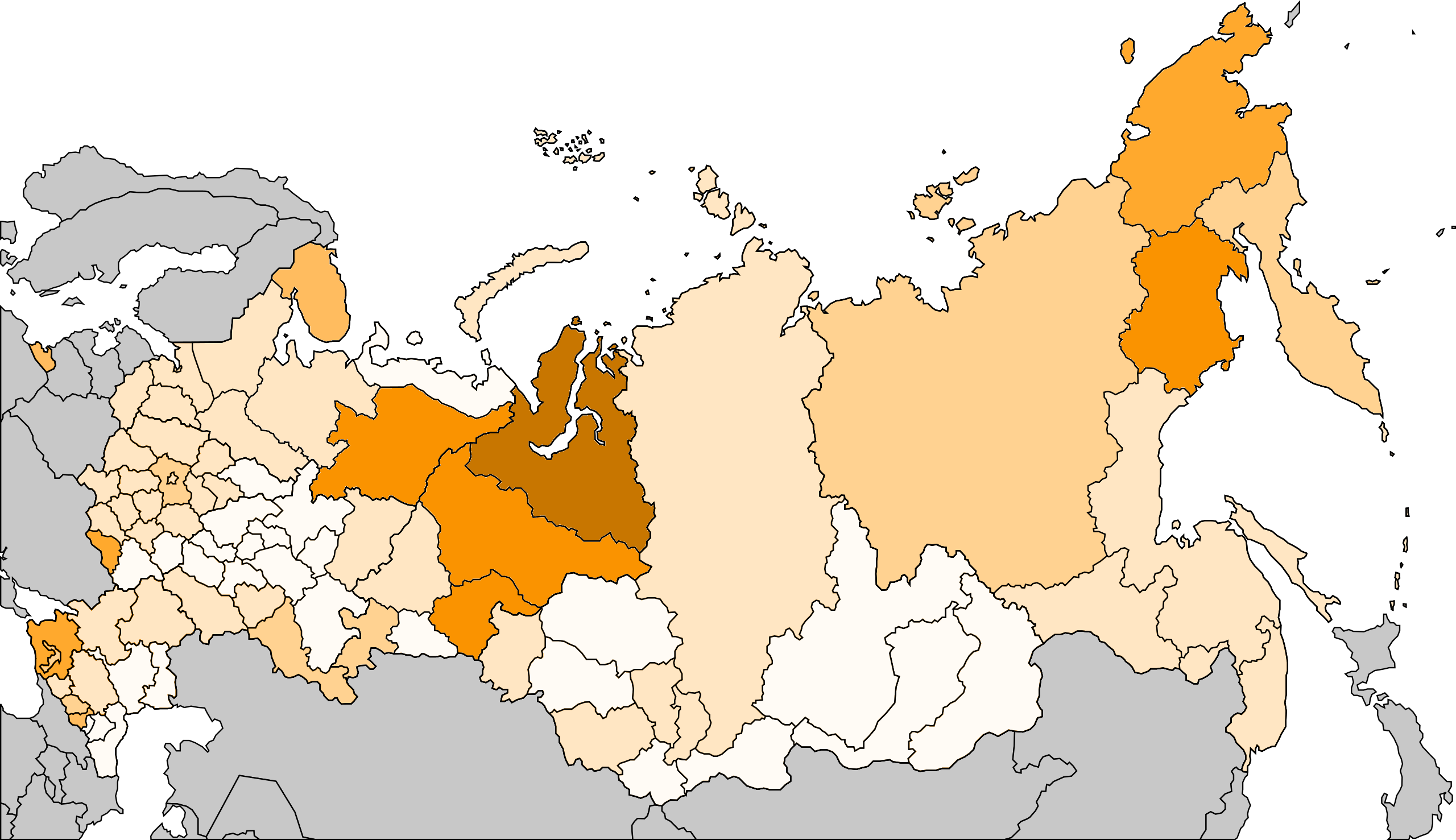
Частка болгар за суб'єктами Росії (згідно з переписом населення 2010):
0,00-0,01%
0,01-0,02%
0,02-0,03%
0,03-0,04%
0,04-0,05%
0,05-0,09%
0,15%

Болгари в Росії (болг. Българи в Русия) — етнічна болгарська меншина, що проживає на території Російської Федерації. За переписом 2010 року у Росії 24 038 осіб назвали себе болгарами.